# Schmalschnabelkardinal
Der Schmalschnabelkardinal (Cardinalis sinuatus) ist eine in Nord- und Mittelamerika vorkommende Singvogelart aus der Familie der Kardinäle (Cardinalidae).

## Beschreibung

### Aussehen

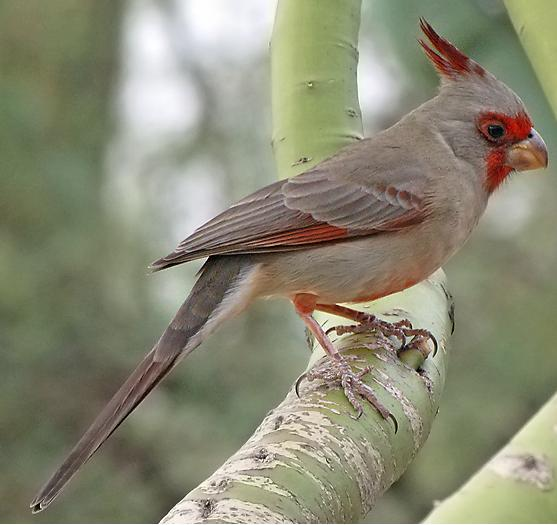

Der Schmalschnabelkardinal erreicht eine Länge von 20 bis 23 Zentimetern und ein Gewicht von 24 bis 43 Gramm. Er besitzt einen gelblich gefärbten kegelförmigen Schnabel, eine rötliche Gesichtsmaske und eine rotbraune Federhaube. Das Gefieder ist im Wesentlichen grau, lediglich der Bauchbereich ist scharlachrot gefärbt, beim Männchen kräftig und beim Weibchen blasser. Es besteht also ein leichter Sexualdimorphismus. Die Handschwingen sowie die Steuerfedern sind dunkelgrau oder rötlich. Die Iris ist schwarz. Beine und Füße sind schiefergrau.
Junge Schmalschnabelkardinale ähneln farblich den adulten Weibchen, unterscheiden sich jedoch durch einen dunklen Schnabel.

### Gesang
Der Gesang ist variabel und besteht aus einer kurzen Abfolge kräftiger Pfeif- und Flötentönen, die mehrfach wiederholt werden.

## Verbreitung und Lebensraum
Das Verbreitungsgebiet des Schmalschnabelkardinals erstreckt sich von den südlichen Landesteilen der US-Bundesstaaten Texas, New Mexico und Arizona bis in den Norden Mexikos. Er lebt bevorzugt in offenen wüstenähnlichen Landschaften und Savannen.

## Lebensweise
Die Vögel leben paarweise zusammen. Sie ernähren sich in erster Linie von verschiedenen Samen und Insekten sowie von Beeren. Auch die Blüten, der Nektar und die Früchte von Kakteengewächsen werden zuweilen angenommen.
Das Nest wird in dichtem, meist dornigem Gebüsch vom Weibchen aus dürren Zweigen, Rindenstreifen, vertrocknetem Gras, Federn und Tierhaaren gebaut. Die durchschnittliche Nesthöhe über dem Boden beträgt zwei bis fünf  Meter. Es werden in der Regel zwei bis vier Eier gelegt. Diese haben eine helle graugrüne Farbe und sind mit einigen kleinen graubraunen Flecken überzogen. Bisweilen erfolgt eine zweite Brut. Die Brutzeit beträgt rund 14 Tage. Das Weibchen brütet allein und wird während dieses Zeitraums vom Männchen mit Nahrung versorgt. Beide Eltern füttern die Nestlinge, die nach 10 bis 13 Tagen ausfliegen.

## Gefährdung
Der Schmalschnabelkardinal ist in seinen Verbreitungsgebieten nicht selten und wird demzufolge von der Weltnaturschutzorganisation IUCN in der Kategorie least concern (nicht gefährdet) geführt. Er ist vom United States Fish and Wildlife Service gemäß dem Migratory Bird Treaty Act geschützt.

## Unterarten
Folgende Unterarten werden unterschieden:
- Cardinalis sinuatus fulvescens (Van Rossem, 1934)
- Cardinalis sinuatus peninsulae (Ridgway, 1887)
- Cardinalis sinuatus sinuatus Bonaparte, 1838